# Nothnegal
A Nothnegal egy Maldív-szigetekről származó metalegyüttes. Melodikus death metal, thrash és progresszív metal műfajokban játszanak.

## Története
2006-ban alakultak a sziget fővárosában, Malé-ban. Arch Enemy és Children of Bodom dalok feldolgozásával kezdték karrierjüket, de hamar felhagytak ezzel. 2009-ben dobták piacra első demójukat. A lemez csak letöltéssel volt elérhető, hivatalos kereskedelmi forgalomba soha nem került. Ugyanezen év áprilisában az amerikai dobos, Kevin Talley csatlakozott a zenekarhoz, aki a mai napig szerves része az együttesnek. Talley továbbá több amerikai zenei társulatban játszott (pl. Chimaira, Six Feet Under, Misery Index, Dying Fetus stb.) Továbbá a finn billentyűs, Marco Sneck (ex-Kalmah, Poisonblack) is tagja a zenekarnak. Eddig egy nagylemezt jelentettek meg, 2012-ben, a Season of Mist gondozásában. Ugyanebben az évben két díjat is nyertek.

## Tagok
- Affan - ének (2011-)
- Fufu - gitár, ének (2006-)
- Hilari - gitár (2006-)
- Battery - basszusgitár (2007-)
- Marco Sneck - billentyűsök (2009-)
- Kevin Talley - dobok, ütős hangszerek (2009-)

Koncerttagok
- Shahaaim - basszusgitár (2006-)

Korábbi tagok
- Avo - ének (2008-2011)
- Shanoon - billentyűsök (2006-2009)
- Marn - dobok, ütős hangszerek (2006-2009)
- Wadde - ének (2006-2007)
- Khumainy - basszusgitár (2006-2007)

## Diszkográfia
- Antidote of Realism (demó, 2009)
- Decadence (nagylemez, 2012)